# Frauenfeld
Frauenfeld  város Svájcban, Thurgau kanton székhelye.

## Fekvés
A Murg mindkét partján, közel ahhoz a helyhez, ahol a folyó Thur folyóba torkollik. 

## Történelem
1460-ban a  Ósvájci Konföderáció Thurgaut elfoglalták.
1499 Frauenfeld a thurgau-i helytartó állandó székhelye lett. 
1595-ben kapucinus kolostor épült a város mellett.
1771-ben és 1788-ban tüzek pusztították a várost.
1855-ben Frauenfeld bekapcsolódott a vasúthálózatba a Zürich–Romanshorn-vasútvonal megnyitásával.
1898. november 24-én a megnyitottak főpostáját.

## Közigazgatás
Nyolc kerülete (Quartiere) létezik:
- Vorstadt (Altstadt és Obere Vorstadt)
- Ergaten-Talbach
- Kurzdorf
- Langdorf
- Herten-Bannhalde
- Huben
- Gerlikon
- Erzenholz-Horgenbach-Osterhalden

## Látnivalók

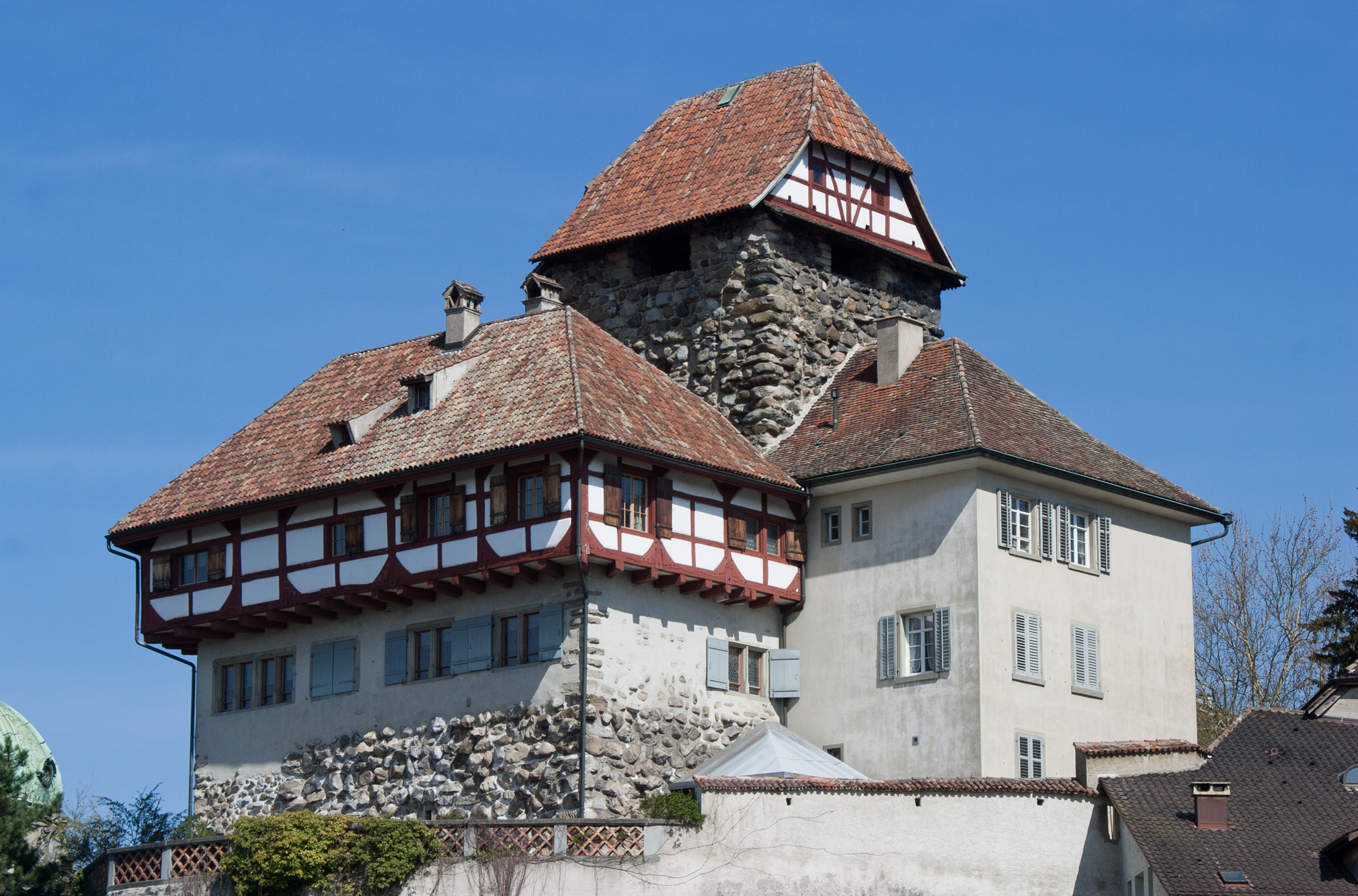
A kastély
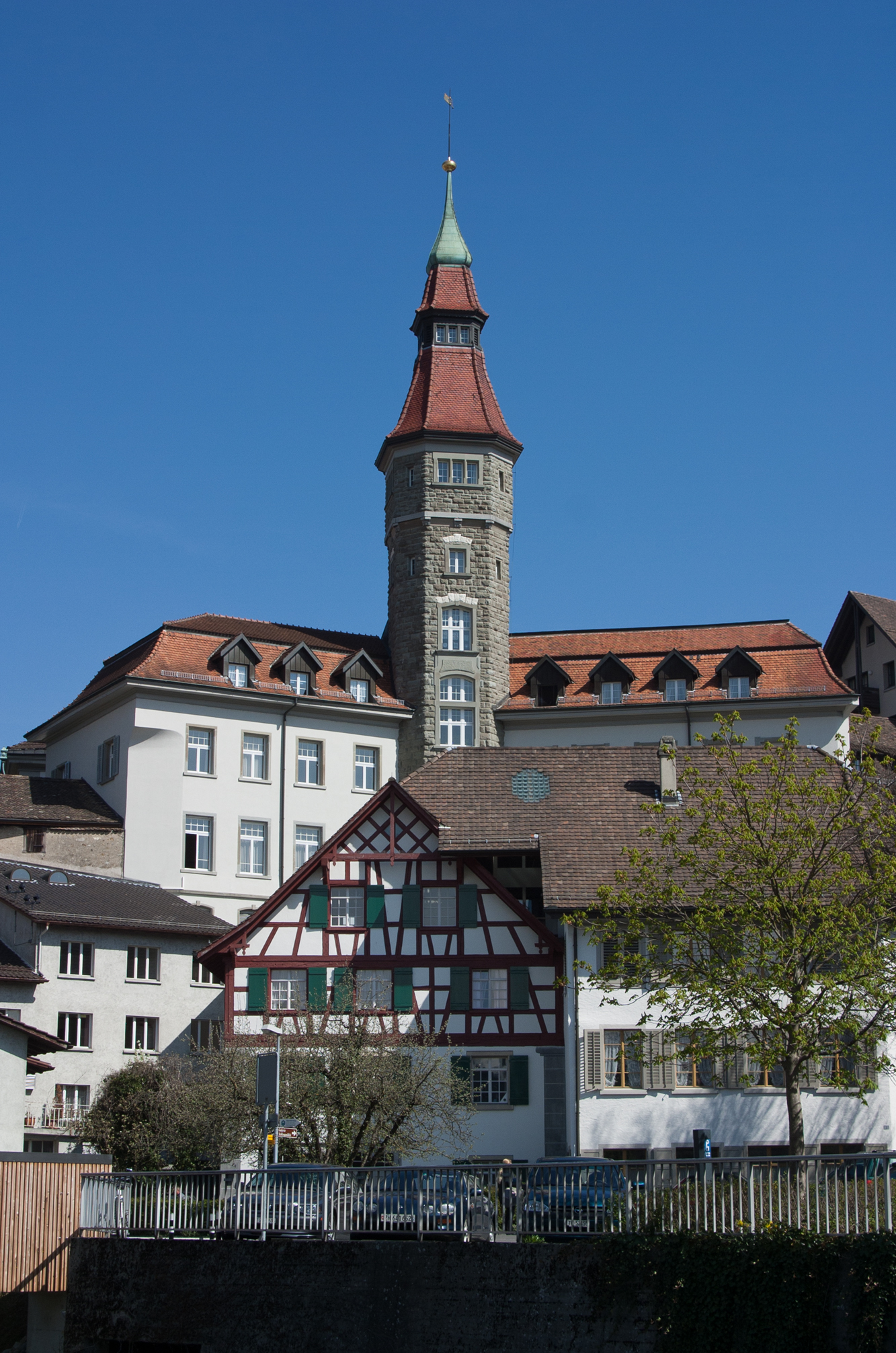
A tanácsház
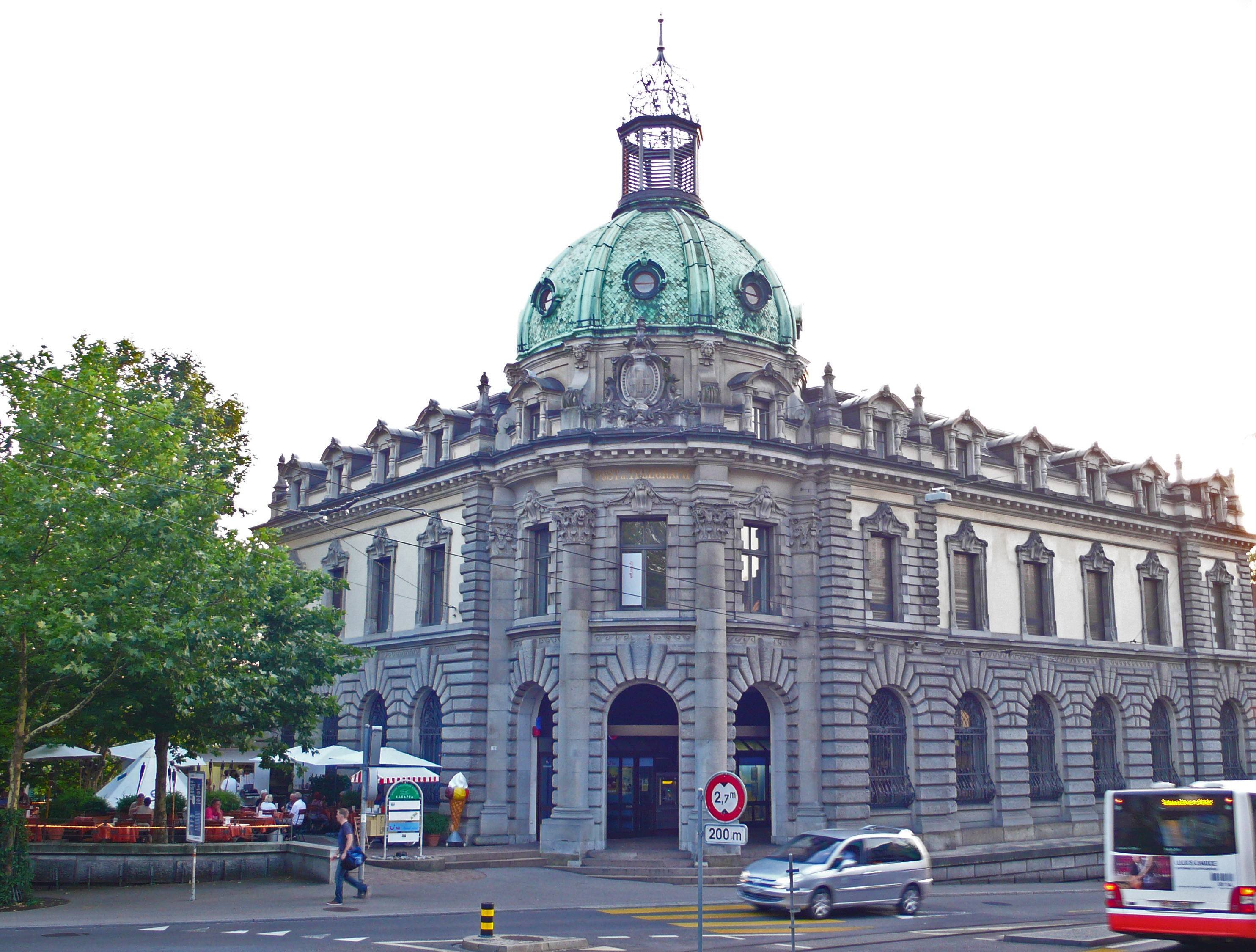
A posta
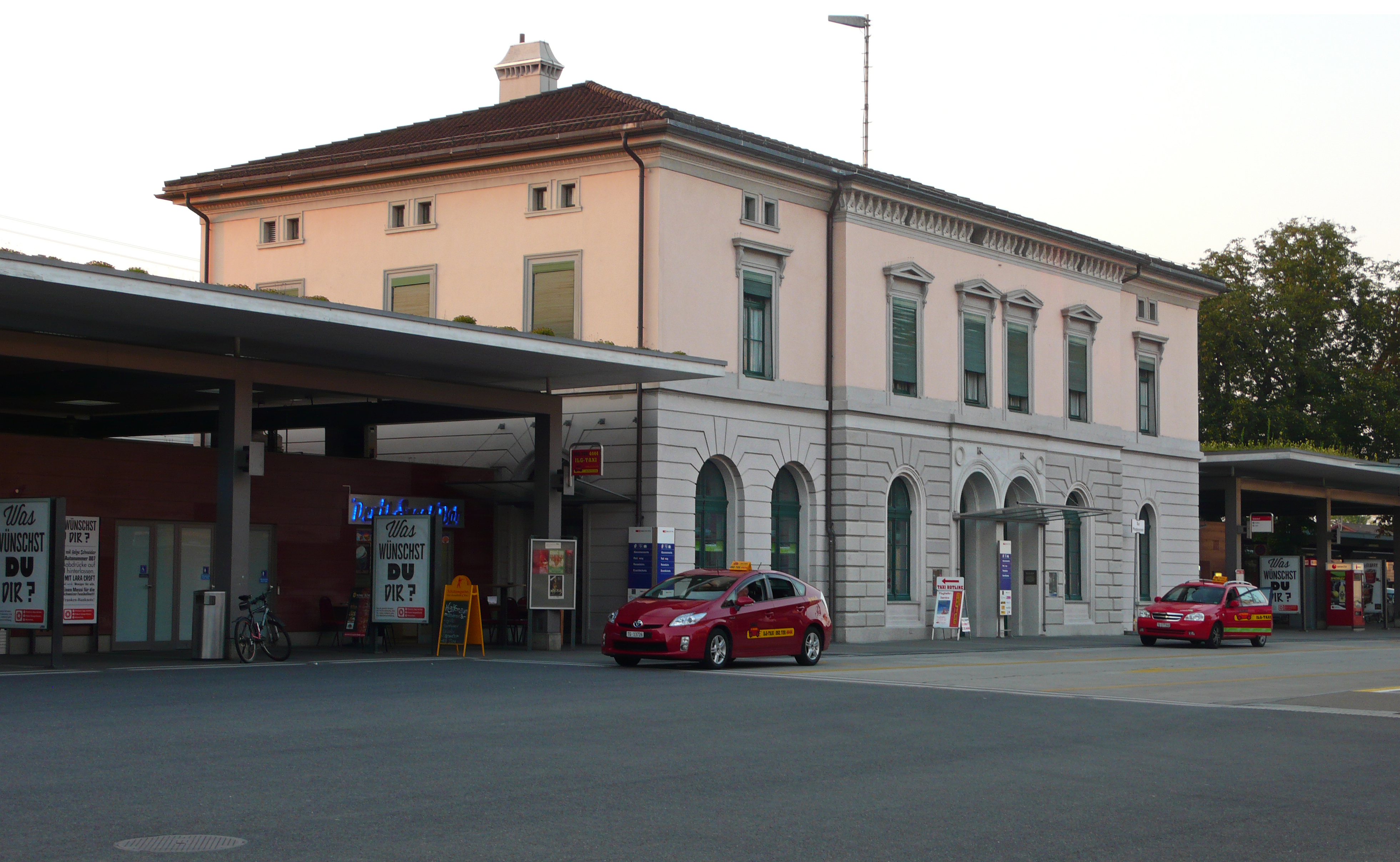
Az állomás
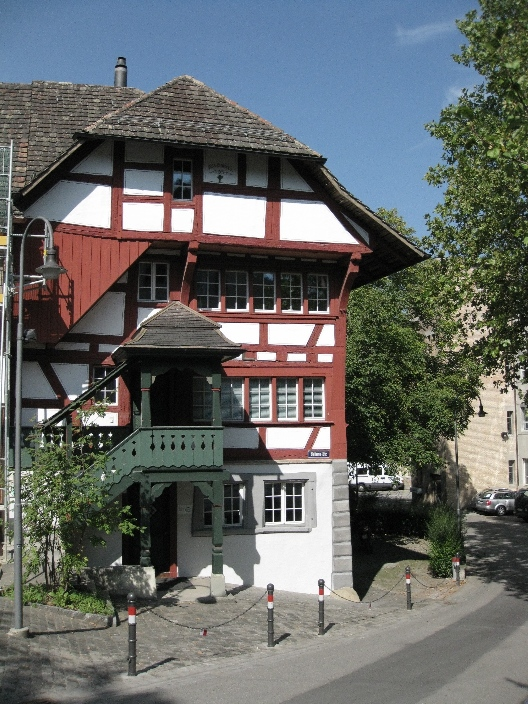
A  Baliere
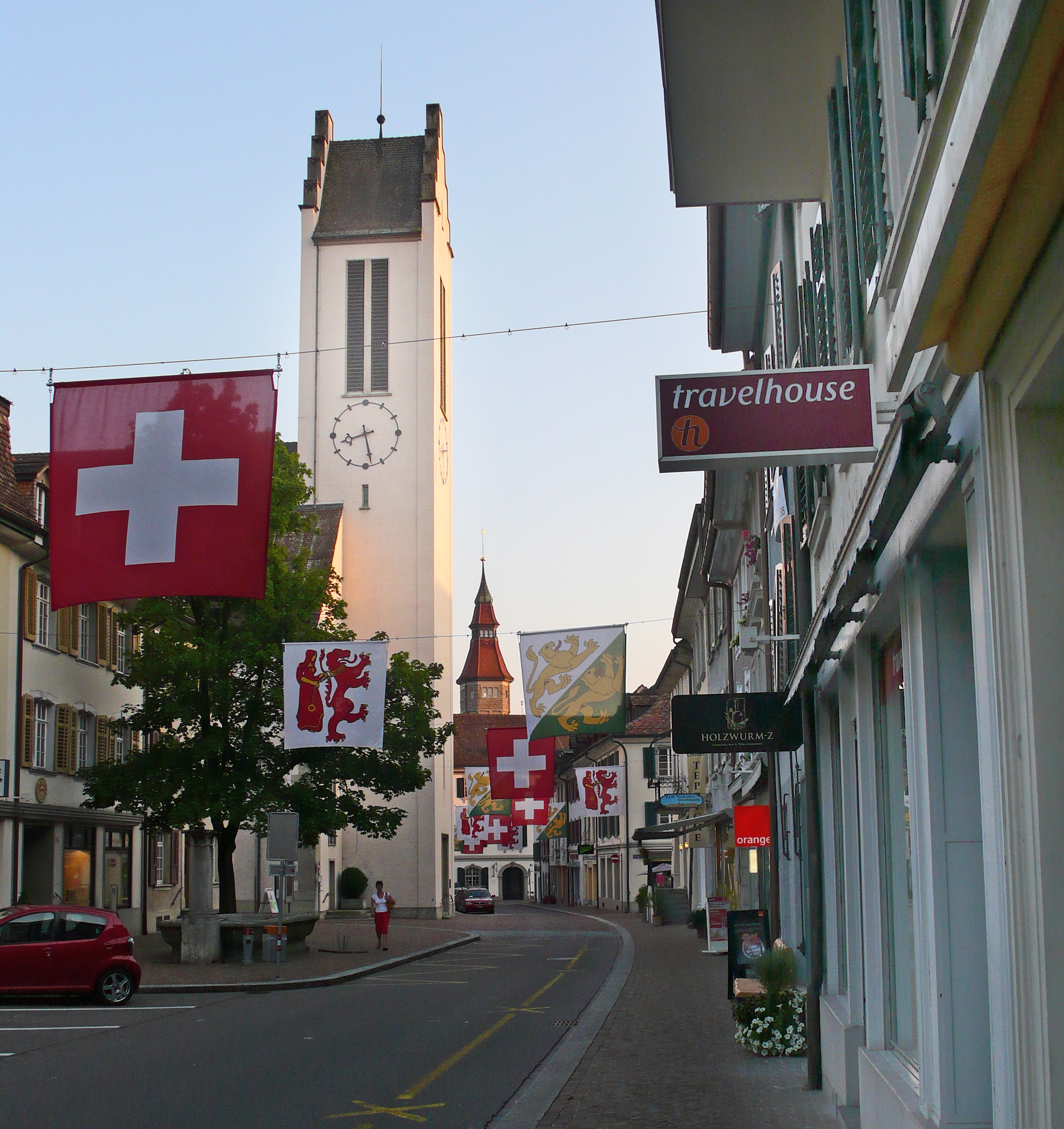
Evangélikus templom
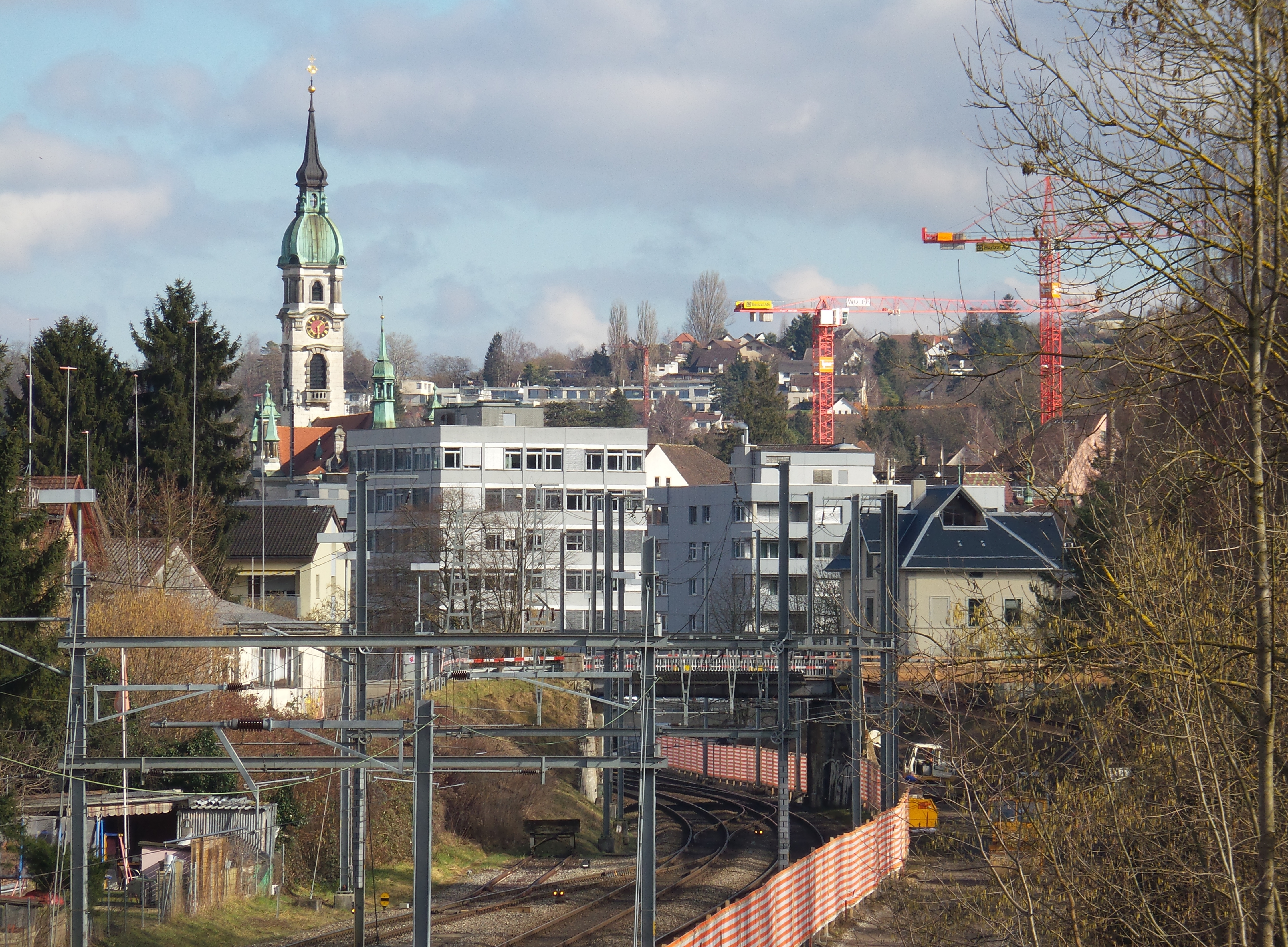
A városközpont
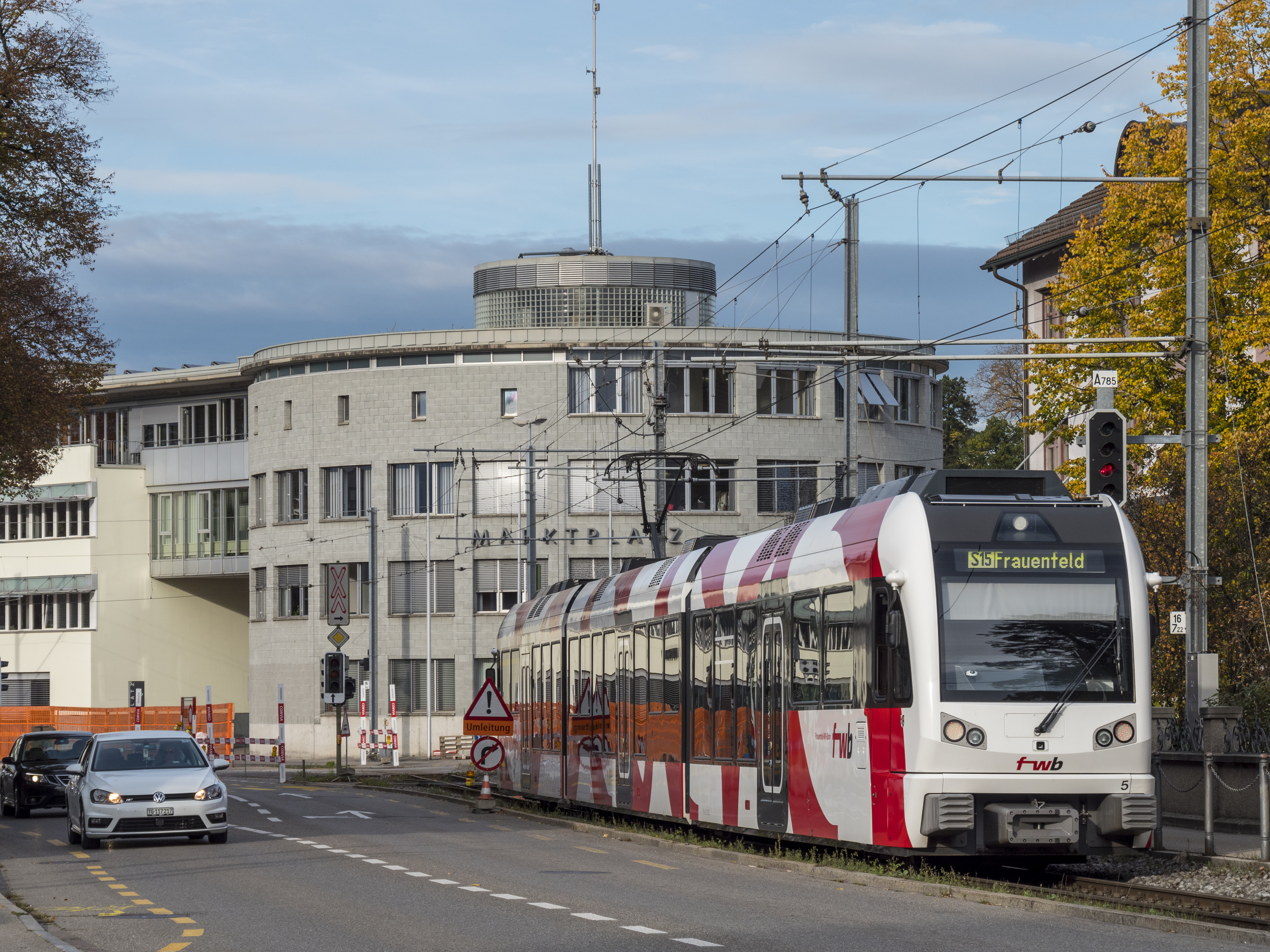
St. Gallerstrasse, piactér és Frauenfeld-Wil-vasút
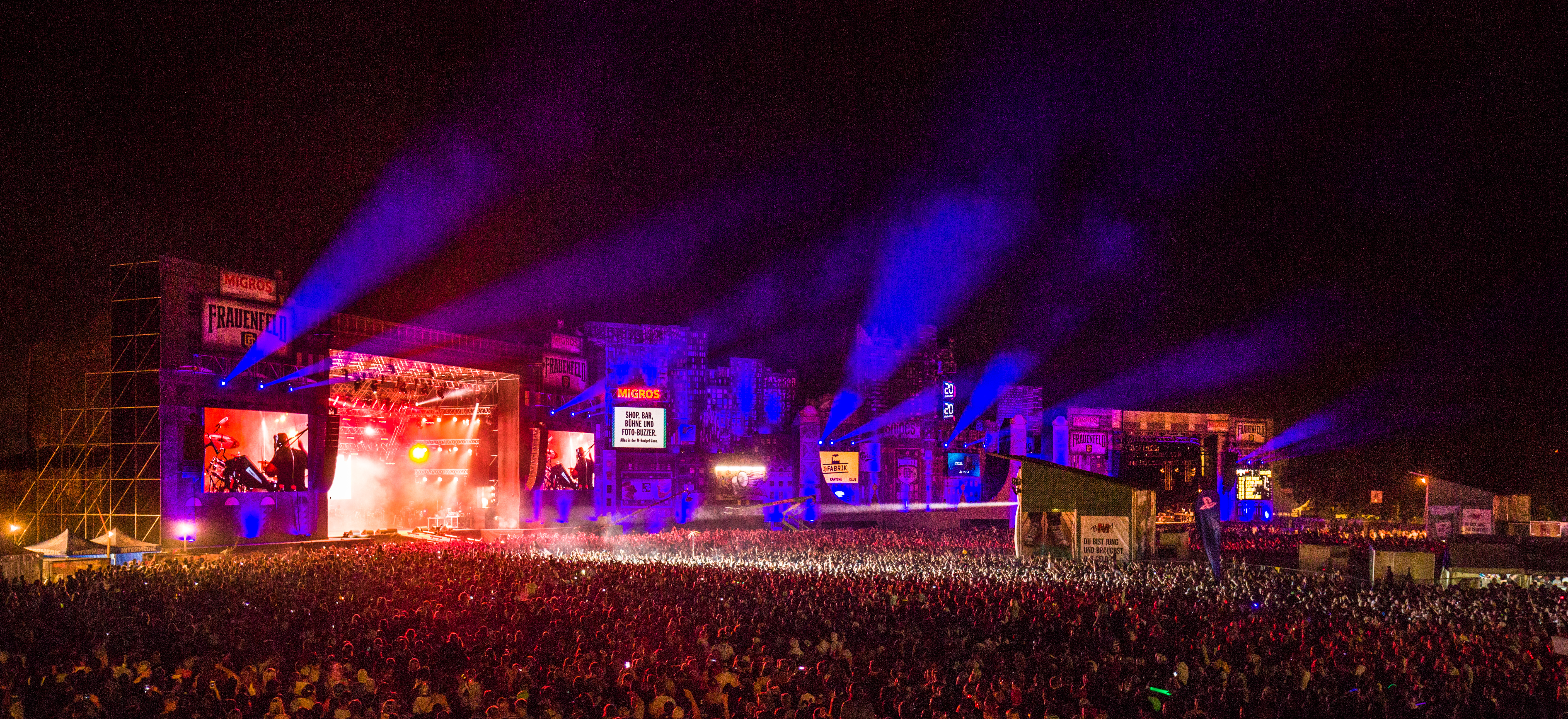
Openair Frauenfeld
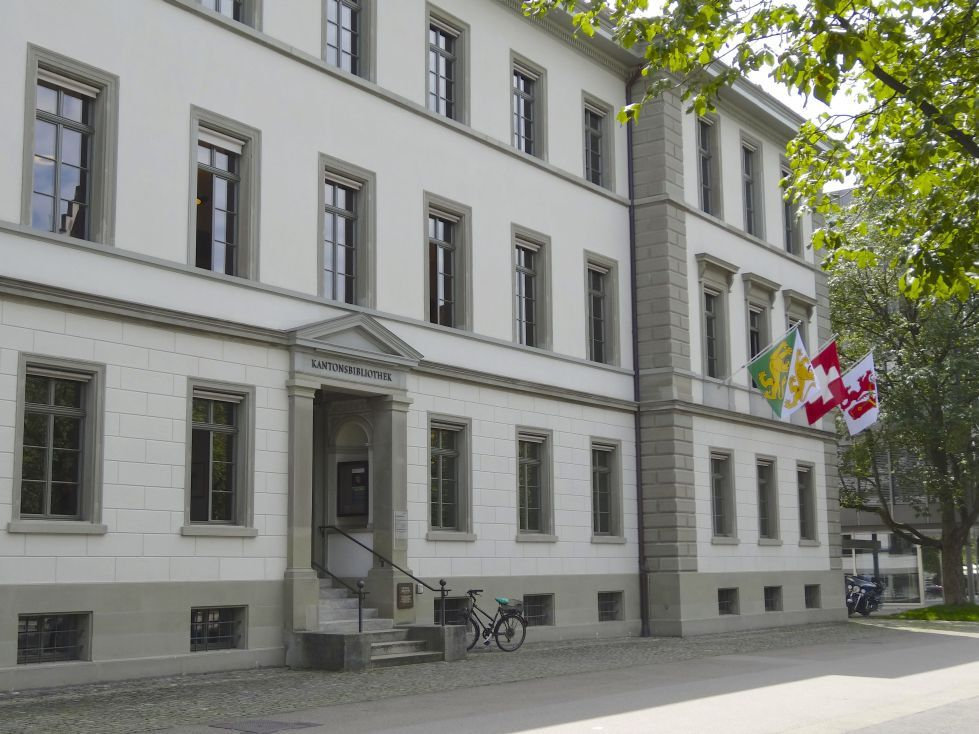
A megyei kőnyvtár

## Híres fiai és lányai
- Johann Kaspar Mörikofer (1799–1877), protestáns teológus
- Walter Rudolf Hess (1881–1973), svájci orvos és fiziológus
- Pascal Zuberbühler (* 1971), labdarúgó
- Fabian Frei (* 1989) labdarúgó

## Népesség
A település népességének változása:
| Lakosok száma | 18 578 | 18 946 | 19 402 | 20 238 | 20 266 | 21 620 | 22 253 | 23 197 | 24 578 | 25 611 |
|               | 1981   | 1985   | 1989   | 1993   | 1997   | 2000   | 2006   | 2010   | 2014   | 2018   |

## Testvértelepülései
- Kufstein, Ausztria, a Második világháború óta
- Budapest XIX. kerülete, 2019 óta

## Külső hivatkozások
- Offizielle Website der Stadt Frauenfeld
- Amtliches Publikationsorgan der Stadt Frauenfeld
- Erwin Eugster, Gregor Spuhler és Beat Gnädinger: Frauenfeld

## Fordítás
- Ez a szócikk részben vagy egészben  a   Frauenfeld című német Wikipédia-szócikk fordításán alapul.  Az eredeti cikk szerkesztőit annak laptörténete sorolja fel. Ez a jelzés csupán a megfogalmazás eredetét és a szerzői jogokat jelzi, nem szolgál a cikkben szereplő információk forrásmegjelöléseként.